# Oxira esurialis
Oxira esurialis är en fjärilsart som beskrevs av Augustus Radcliffe Grote 1881. Oxira esurialis ingår i släktet Oxira och familjen nattflyn. Inga underarter finns listade i Catalogue of Life.